# Thomas Moser
Thomas Moser (Richmond, Virginia, 27 de mayo de 1945) es un tenor lírico estadounidense y ciudadano austríaco desde 1992.

## Vida
Moser estudió canto en el Instituto de Música Curtis de Filadelfia y en Academy of the West de California con Martial Singher. Recibió clases magistrales con Lotte Lehmann y Gérard Souzay. Antes de 1975 se trasladó a Europa. 

## Carrera
Debutó en la ciudad austríaca de Graz, como tenor lírico, interpretando óperas de Mozart. Apenas dos años después cantó por primera vez en la Ópera Estatal de Viena (en el rol de Iopas de la ópera Los troyanos de Hector Berlioz).
En los años 1990 Moser cambió su registro hacia la voz de Heldentenor, e interpretó sucesivamente los roles de Lohengrin, Parsifal y finalmente Tristán. Con ese último papel obtuvo un gran éxito en una nueva producción que dirigieron Christian Thielemann y Günter Krämer en Viena en 2003, junto a Deborah Voigt en el papel de Isolda.
- Datos: Q992843